# سام إيغنتون
سام إيغنتون (بالإنجليزية: Sam Eggington)‏ مواليد 15 أكتوبر 1993 في برمنغهام، هو ملاكم محترف بريطاني يصنف ضمن فئة وزن الوسط بدأ مسيرته الاحترافية سنة 2012 حيث انتصر في نزاله الأول.

## إحصائيات
خاض خلال مسيرته 22 نزالا، فاز في 19 وخسر في 3. فاز بالضربة القاضية في 11 نزالا.

## روابط خارجية
- سام إيغنتون على موقع بوكس ريك (الإنجليزية) (registration required)